# 35. Primetime Emmy-gála
A 35. Primetime Emmy-gála során az 1982 és 1983 között főműsoridőben bemutatott, amerikai televíziós programokat értékelték. A jelölteket az Academy of Television Arts & Sciences választotta ki. A Los Angeles-i Pasadena Civic Auditoriumben tartott ceremóniát az NBC tűzte műsorra 1983. szeptember 25-én. A műsor házigazdái Eddie Murphy és Joan Rivers voltak, a gálán kettejük visszafogatlansága miatt az Emmy-k történetének egyik legvulgárisabb ceremóniája volt. Rivers emellett a gála során kilenc ruhát is viselt.

## Győztesek és jelöltek
A nyertesek félkövérrel jelölve.

### Műsorok
| Legjobb vígjátéksorozat | Legjobb drámasorozat |
| --- | --- |
| - Cheers (NBC) - Buffalo Bill (NBC) - MASH (CBS) - Newhart (CBS) - Taxi (NBC) | - Zsarublues (NBC) - Cagney és Lacey (CBS) - Fame (NBC) - Magnum (CBS) - Egy kórház magánélete (NBC)                                                                                     |
| Legjobb tévéfilm | Legjobb minisorozat |
| - Special Bulletin (NBC) - Little Gloria... Happy at Last (NBC) - M.A.D.D.: Mothers Against Drunk Drivers (NBC) - Vörös Pimpernel (CBS) - Szeressétek a gyermekeimet! (ABC)                                               | - The Life and Adventures of Nicholas Nickleby (szindikált sugárzás) - Smiley népe (szindikált sugárzás) - A tövismadarak (ABC) - To Serve Them All My Days (CBS) - Forrongó világ (ABC) |
| Legjobb varietésorozat vagy különkiadás | |
| - Motown 25: Yesterday, Today, Forever (NBC) - 37. Tony-gála (CBS) - The Kennedy Center Honors: A Celebration of the Performing Arts (CBS) - Second City Television (NBC) - The Tonight Show Starring Johnny Carson (NBC) | |

### Színészek

#### Főszereplők
| Legjobb férfi főszereplő (vígjátéksorozat) | Legjobb női főszereplő (vígjátéksorozat) |
| --- | --- |
| - Judd Hirsch (Alex Reiger) - Taxi (NBC) (Epizód: "Alex régi barátja") - Alan Alda (Hawkeye Pierce) - MASH (CBS) - Dabney Coleman (Bill Bittinger) - Buffalo Bill (NBC) - Ted Danson (Sam Malone) - Cheers (NBC) - Robert Guillaume (Benson DuBois) - Benson (ABC) | - Shelley Long (Diane Chambers) - Cheers (NBC) (Epizód: "Hívj fel néha") - Nell Carter (Nell Harper) - Gimme a Break! (NBC) - Mariette Hartley (Jennifer Barnes) - Goodnight, Beantown (CBS) - Swoosie Kurtz (Laurie Morgan) - Love, Sidney (NBC) - Rita Moreno (Violet Newstead) - 9 to 5 (ABC) - Isabel Sanford (Louise Jefferson) - The Jeffersons (CBS)                   |
| Legjobb férfi főszereplő (drámasorozat) | Legjobb női főszereplő (drámasorozat) |
| - Ed Flanders (Dr. Donald Westphall) - Egy kórház magánélete (NBC) - William Daniels (Dr. Mark Craig) - Egy kórház magánélete (NBC) - John Forsythe (Blake Carrington) - Dinasztia (ABC) - Tom Selleck (Thomas Magnum) - Magnum (CBS) - Daniel J. Travanti (Frank Furillo) - Zsarublues (NBC)                                                                           | - Tyne Daly (Mary Beth Lacey) - Cagney és Lacey (CBS) (Epizód: "Burn Out") - Debbie Allen (Lydia Grant) - Fame (NBC) - Linda Evans (Krystle Carrington) - Dinasztia (ABC) - Sharon Gless (Christine Cagney) - Cagney és Lacey (CBS) - Veronica Hamel (Joyce Davenport) - Zsarublues (NBC)                                                                                     |
| Legjobb férfi főszereplő (minisorozat vagy különkiadás) | Legjobb női főszereplő (minisorozat vagy különkiadás) |
| - Tommy Lee Jones (Gary Mark Gilmore) - A hóhér dala (NBC) - Robert Blake (Jimmy Hoffa) - Blood Feud (szindikált sugárzás) - Richard Chamberlain (Ralph de Bricassart) - A tövismadarak (ABC) - Alec Guinness (George Smiley) - Smiley népe (szindikált sugárzás) - Roger Rees (Nicholas Nickleby) - The Life and Adventures of Nicholas Nickleby (szindikált sugárzás) | - Barbara Stanwyck (Mary Carson) - A tövismadarak (ABC) (Epizód: "1. rész") - Ann-Margret (Lucile Fray) - Szeressétek a gyermekeimet! (ABC) - Rosanna Arquette (Nicole Baker) - A hóhér dala (NBC) - Mariette Hartley (Candy Lightner) - M.A.D.D.: Mothers Against Drunk Drivers (NBC) - Angela Lansbury (Gertrude Vanderbilt Whitney) - Little Gloria... Happy at Last (NBC) |

#### Mellékszereplők
| Legjobb férfi mellékszereplő (vígjátéksorozat) | Legjobb női mellékszereplő (vígjátéksorozat) |
| --- | --- |
| - Christopher Lloyd (Jim Ignatowski) - Taxi (NBC) (Epizód: "Jim öröklése") - Nicholas Colasanto (Ernie Pantusso) - Cheers (NBC) - Danny DeVito (Louie De Palma) - Taxi (NBC) - Harry Morgan (Sherman T. Potter) - MASH (CBS) - Eddie Murphy (További szereplők) - Saturday Night Live (NBC)                                                                          | - Carol Kane (Simka Dahblitz-Gravas) - Taxi (NBC) (Epizód: "Beállított házasság") - Eileen Brennan (Doreen Lewis) - Private Benjamin (CBS) - Marla Gibbs (Florence Johnston) - The Jeffersons (CBS) - Rhea Perlman (Carla Tortelli) - Cheers (NBC) - Loretta Swit (Margaret Houlihan) - MASH (CBS)                    |
| Legjobb férfi mellékszereplő (drámasorozat) | Legjobb női mellékszereplő (drámasorozat) |
| - James Coco (Arnie) - Egy kórház magánélete (NBC) (Epizód: "Cora and Arnie") - Ed Begley Jr. (Dr. Victor Ehrlich) - Egy kórház magánélete (NBC) - Michael Conrad (Phil Esterhaus) - Zsarublues (NBC) - Joe Spano (Henry Goldblume) - Zsarublues (NBC) - Bruce Weitz (Mick Belker) - Zsarublues (NBC)                                                                | - Doris Roberts (Cora) - Egy kórház magánélete (NBC) (Epizód: "Cora and Arnie") - Barbara Bosson (Fay Furillo) - Zsarublues (NBC) - Christina Pickles (Helen Rosenthal) - Egy kórház magánélete (NBC) - Madge Sinclair (Ernestine Shoop) - Trapper John, M.D. (CBS) - Betty Thomas (Lucille Bates) - Zsarublues (NBC) |
| Legjobb férfi mellékszereplő (minisorozat vagy különkiadás) | Legjobb női mellékszereplő (minisorozat vagy különkiadás) |
| - Richard Kiley (Paddy Cleary) - A tövismadarak (ABC) (Epizód: "1. rész") - Ralph Bellamy (Franklin D. Roosevelt) - Forrongó világ (ABC) - Bryan Brown (Luke O'Neill) - A tövismadarak (ABC) - Christopher Plummer (Vittorio Contini-Verchese) - A tövismadarak (ABC) - David Threlfall (Smike) - The Life and Adventures of Nicholas Nickleby (szindikált sugárzás) | - Jean Simmons (Fiona 'Fee' Cleary) - A tövismadarak (ABC) - Judith Anderson (Nővér) - Medea (PBS) - Polly Bergen (Rhoda Henry) - Forrongó világ (ABC) - Bette Davis (Alice Gwynne Vanderbilt) - Little Gloria... Happy at Last (NBC) - Piper Laurie (Anne Mueller) - A tövismadarak (ABC) (Epizód: "3. rész")        |

#### Egyedülálló alakítások
| Legjobb egyedülálló alakítás varieté vagy zenés műsorban |
| --- |
| - Leontyne Price – Live from Lincoln Center: "Leontyne Price, Zubin Mehta and the New York Philharmonic" (PBS) - Carol Burnett – Texaco Star Theater...Opening Night (NBC) - Michael Jackson – Motown 25: Yesterday, Today, Forever (NBC) - Luciano Pavarotti – Live from Lincoln Center: "Luciano Pavarotti and the New York Philharmonic" (PBS) - Richard Pryor – Motown 25: Yesterday, Today, Forever (NBC) |

### Rendezők
| Legjobb rendező (vígjátéksorozat) | Legjobb rendező (drámasorozat) |
| --- | --- |
| - Cheers (NBC) (Epizód: "Derek, 2. rész") – James Burrows - Buffalo Bill (NBC) (Epizód: "Pilot") – Tom Patchett - Buffalo Bill (NBC) (Epizód: "Woody Quits") – Jim Drake - Szerelemhajó (ABC) (Epizód: "Kutyául érzem magam") – Bob Sweeney - MASH (CBS) (Epizód: "Goodbye, Farewell and Amen") – Alan Alda - MASH (CBS) (Epizód: "The Joker Is Wild") – Burt Metcalfe                                                                                                   | - Zsarublues (NBC) (Epizód: "Life in the Minors") – Jeff Bleckner - Fame (NBC) (Epizód: "And the Winner Is") – Marc Daniels - Fame (NBC) (Epizód: "Feelings") – Robert Scheerer - The Mississippi (CBS) (Epizód: "Old Hatreds Die Hard") – Leo Penn                                         |
| Legjobb rendező (varietésorozat vagy különkiadás) | Legjobb rendező (minisorozat vagy különkiadás) |
| - Sheena Easton... Act One (NBC) – Dwight Hemion - 55. Oscar-gála (ABC) – Marty Pasetta - Live from Lincoln Center: "Stravinsky and Balanchine: A Genius Has a Birthday!" (PBS) – Emile Ardolino - Live from Lincoln Center: "Zubin Mehta Conducts Beethoven's Ninth with the New York Philharmonic" (PBS) – Kirk Browning - Motown 25: Yesterday, Today, Forever (NBC) – Don Mischer - Second City Television (NBC) (Epizód: "Sweeps Week") – John Blanchard, John Bell | - Szeressétek a gyermekeimet! (ABC) – John Erman - Smiley népe (szindikált sugárzás) (Epizód: "Part VI") – Simon Langton - Special Bulletin (NBC) – Edward Zwick - A tövismadarak (ABC) (Epizód: "2. rész") – Daryl Duke - Forrongó világ (ABC) (Epizód: "Into the Maelstrom") – Dan Curtis |

### Forgatókönyvírók
| Legjobb forgatókönyv (vígjátéksorozat) | Legjobb forgatókönyv (drámasorozat) |
| --- | --- |
| - Cheers (NBC) (Epizód: "Hívj fel néha") – Glen Charles, Les Charles - Buffalo Bill (NBC) (Epizód: "Pilot") – Tom Patchett, Jay Tarses - Cheers (NBC) (Epizód: "Fiúk a bárban") – Ken Levine, David Isaacs - Cheers (NBC) (Epizód: "Diane tökéletes randevúja") – David Lloyd - Taxi (NBC) (Epizód: "Jim öröklése") – Ken Estin | - Zsarublues (NBC) (Epizód: "Trial by Fury") – David Milch - Zsarublues (NBC) (Epizód: "Eugene's Comedy Empire Strikes Back") – Steven Bochco, Anthony Yerkovich, Jeffrey Lewis, David Milch, Karen Hall - Zsarublues (NBC) (Epizód: "A Hair of the Dog") – Steven Bochco, Anthony Yerkovich, Jeffrey Lewis - Zsarublues (NBC) (Epizód: "No Body's Perfect") – Steven Bochco, Anthony Yerkovich, Jeffrey Lewis, Michael Wagner, David Milch - Zsarublues (NBC) (Epizód: "Officer of the Year") – Karen Hall |
| Legjobb forgatókönyv (varietésorozat vagy különkiadás) | Legjobb forgatókönyv (minisorozat vagy különkiadás) |
| - Second City Television (NBC) (Epizód: "Sweeps Week") - Second City Television (NBC) (Epizód: "Christmas Show") - Second City Television (NBC) (Epizód: "Joe Walsh") - Second City Television (NBC) (Epizód: "Robin Williams") - Second City Television (NBC) (Epizód: "Towering Inferno")                                     | - Special Bulletin (NBC) – Edward Zwick, Marshall Herskovitz - A hóhér dala (NBC) – Norman Mailer - The Life and Adventures of Nicholas Nickleby (szindikált sugárzás) (Epizód: "Part IV") – David Edgar - Little Gloria... Happy at Last (NBC) – William Hanley - Szeressétek a gyermekeimet! (ABC) – Michael Bortman |

## Fordítás
- Ez a szócikk részben vagy egészben  a(z)   35th Primetime Emmy Awards című angol Wikipédia-szócikk fordításán alapul.  Az eredeti cikk szerkesztőit annak laptörténete sorolja fel. Ez a jelzés csupán a megfogalmazás eredetét és a szerzői jogokat jelzi, nem szolgál a cikkben szereplő információk forrásmegjelöléseként.